# Роза (плоская кривая)

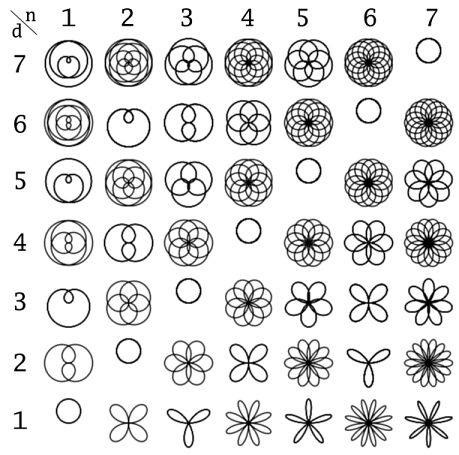
Общий вид полярной розы, задаваемой уравнением, при различных значениях

Ро́за — плоская кривая, напоминающая символическое изображение цветка.

## История
Впервые об этой кривой упоминает флорентийский монах Гвидо Гранди в двух письмах Лейбницу в декабре 1713 года и называет её «розовидной» («rhodonea», от др.-греч. ῥόδον — «роза»). Через десять лет он опубликовал статью о ней в «Философских трудах Королевского общества», где рассмотрел разновидности этой кривой с различным количеством лепестков и также называл их «розовидными». Ещё через пять лет Гвидо Гранди развил теорию розовидных кривых в отдельном труде, где наряду с этим рассмотрел похожие на них пространственные кривые, лежащие на сфере, которые он назвал «клелиями» в честь княгини Клелии Борромео.

## Описание
Данная кривая описывается уравнением в полярной системе координат в виде
{\displaystyle \rho =a\sin k\varphi \,.}
Здесь {\displaystyle a} и {\displaystyle k} — постоянные, определяющие размер (a) и количество лепестков (k) данной розы. Вся кривая располагается внутри окружности радиуса {\displaystyle a} и в случае {\displaystyle k>1} состоит из одинаковых по форме и размеру лепестков. Количество лепестков в данном случае определяется величиной {\displaystyle k}.
Для целого {\displaystyle k} число лепестков равно {\displaystyle k}, если {\displaystyle k} нечётное и {\displaystyle 2k}, — если чётное. Для дробного {\displaystyle k} вида {\displaystyle k={\frac {m}{n}}}, где {\displaystyle m} и {\displaystyle n} взаимно простые, количество лепестков розы равно {\displaystyle m}, если оба числа нечётные и {\displaystyle 2m}, если хотя бы одно — чётно. При {\displaystyle k} иррациональном лепестков бесконечно много.
При значениях {\displaystyle k>1} роза является гипотрохоидой, а при {\displaystyle k<1} — эпитрохоидой.